# Hemistola fuscimargo
Hemistola fuscimargo är en fjärilsart som beskrevs av Louis Beethoven Prout 1935. Hemistola fuscimargo ingår i släktet Hemistola och familjen mätare. Inga underarter finns listade i Catalogue of Life.